# Пероністський марш

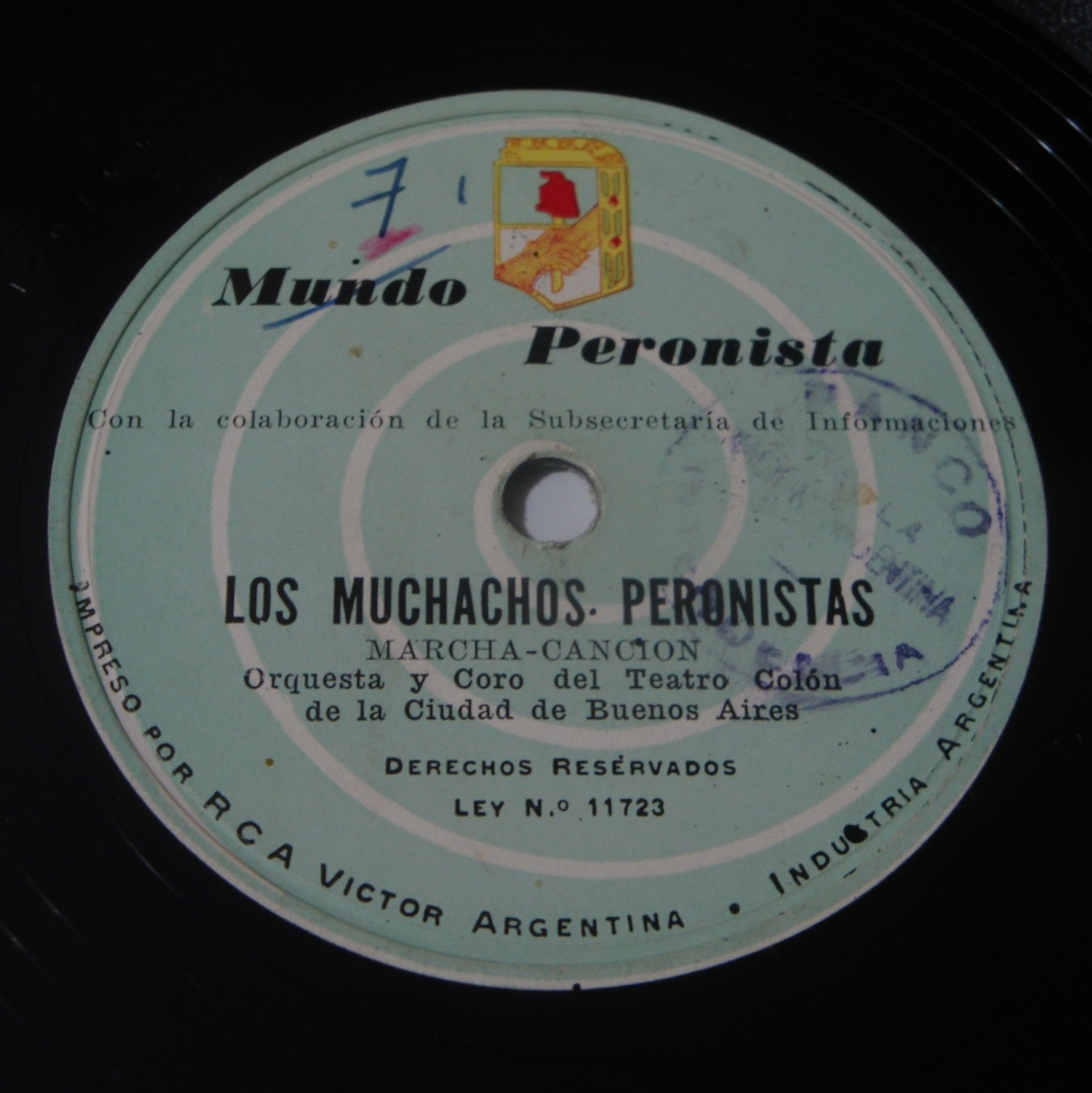
Los Muchachos Peronistas, випущений у твердій обкладинці в 1955 році.

Los muchachos peronistas, більш відомий як Пероністський марш (ісп. La marcha peronista), є головним партійним маршем пероністів. Всупереч тому, що він написаний анонімним автором, різні композитори заявляли про те, що слова та музика їм належать. Є свідчення, яке стверджує, що вперше марш заспівали в Каса-Росада 17 жовтня 1948 року.
Він був виконаний різними артистами в співочих та інструментальних версіях, найпопулярнішою з яких була записана співаком, актором, автором і кінорежисером Уго дель Каррілем в 1949 році. Також виділяються виконання Ектора Мауре та оркестру Франсіско Канаро. Інструментальні записи маршу були записані в жанрах танго, джаз, карнаваліто, чакарера, вальс і хеві-метал.
Мелодія, що відповідає приспіву пероністського маршу, стала усуспільненою в спортивних змаганнях, замінивши текст «Перон, Перон, великий ти» на «Вперед чемпіоне, вперед чемпіоне».

## Походження
Історики аргентинської популярної музики Нестор Пінсон та Рікардо Гарсія Блая аналізують у статті під назвою «Спортивне та бойове походження пероністського марша» всі опубліковані згадки, що стосуються походження маршу. Беручи до уваги сукупність існуючих досліджень та даних, автори роблять висновок, що музика пероністського маршу виникла з двох різних мелодій, що з'явилися у другій половині 1920-х років.
Мелодія приспіву («Перон, Перон, великий ти…») виникла з мелодії, яку використовував мурга з робітничого кварталу Ла-Бока, який мав такий текст:
¿Pa' qué bebés
si no sabés?
¿Pa' qué tomás
si te hace mal?
¡Tomá tomate
te hace bien!
Стосовно тексту та музики віршів маршу Пінсон і Гарсія Блая підтверджують, що він походить від маршу Club Barracas Juniors, створеного наприкінці 1920-х років Музику для клубного маршу написав Хуан Раймундо Стрейфф, бандонеоніст та поштовий службовець, а слова написав сусід, відомий як «Ель Турко Муфаррі», фахівець із текстів мурга. Слова Муфаррі говорять:
Los muchachos de Barracas
todos juntos cantaremos
y al mismo tiempo daremos
un hurra de corazón.
Por esos bravos muchachos
que lucharon con fervor
por defender los colores
de esta gran institución.
Подібну мелодію можна почути в Marcha del Club Platense, записаній Флореалем Руїсом у 1939 році.
З музичними та ліричними модифікаціями, заснованими на зазначених мелодіях і текстах, пероністський марш, ймовірно, виник у 1948, році, який відповідає першій згадці про нього. Автор шести строф і приспіву невідомий, а також хто надає завершальний вигук першої строфи («Хай живе Перон, хай живе Перон!») кожної з трьох подвійних серій.
Посилання на «першого робітника», що міститься в тексті, відповідає фразі генерального секретаря профспілки залізничників, соціаліста Хосе Доменеча, який на профспілкових зборах, що відбулися в Росаріо, представив тодішнього полковника Хуана Перона як: «Перон — перший аргентинський робітник».

## Слова
Los muchachos peronistas,

todos unidos triunfaremos,

y como siempre daremos

un grito de corazón:

«¡Viva Perón, viva Perón!».

Por ese gran argentino

que se supo conquistar

a la gran masa del pueblo,

Combatiendo al capital.

¡Perón, Perón, qué grande sos!
¡Mi general, cuánto valés!
Perón, Perón, gran conductor,
sos el primer trabajador

Por los principios sociales

que Perón ha establecido,

el pueblo entero está unido

y grita de corazón:

«¡Viva Perón! ¡Viva Perón!».

Por ese gran argentino

que trabajó sin cesar

para que reine en el pueblo

el amor y la igualdad.

¡Perón, Perón, qué grande sos!
¡Mi general, cuánto valés!
Perón, Perón, gran conductor,
sos el primer trabajador

Imitemos el ejemplo

de este varón argentino

y siguiendo su camino

gritemos de corazón:

«¡Viva Perón! ¡Viva Perón!».

Porque la Argentina grande

con que San Martín soñó

es la realidad efectiva

que debemos a Perón.

¡Perón, Perón, qué grande sos!
¡Mi general, cuánto valés!
Perón, Perón, gran conductor,
sos el primer trabajador
Протягом багатьох років оригінальний текст залишився незмінним, але різні політичні групи додавали вірші.
Зараз також дуже поширеним є додавання вірша, пов'язаного з урядами Нестора Кіршнера та Крістіни Фернандес де Кіршнер :
Resistimos en los '90,

volvimos en el 2003.

Junto a Néstor y Cristina,

la gloriosa JP.